# Save Me
«Save Me»  — песня английской рок-группы Queen из альбома The Game. Написана Брайаном Мэем. Песня вышла в качестве сингла с живой записью песни «Let Me Entertain You» на стороне «Б».

## Песня
Это самая первая песня группы при записи которой использовался синтезатор.

Открывающие песню строки, положенные на тихий ниспадающий пассаж рояля, подготавливают сцену для дальнейших событий: «Всё начиналось так хорошо... Мы были созданы друг для друга, я купался в твоём обаянии, твоей любви... Как я любил тебя, как я рыдал». К моменту, когда песня подходит к мощному, если не сказать отчаянному, припеву, Меркьюри, Мэй, Дикон и Тейлор дружно приходят на помощь пребывающему в смятении герою, который «не может жить в одиночестве».— Мартин Пауэр, "Полный путеводитель по музыке Queen"
В этой рок-балладе гитарист Мэй играет не только на электрогитаре, но и на рояле. На турах к альбомам The Game и Flash Gordon Мэй играл свою клавишную партию до второго куплета, и дальше играл уже Фредди Меркьюри. Далее гитарист играл партию гитары и гитарное соло.
Мэй написал эту песню о своём друге.
Песня, выйдя в качестве сингла за полгода до выхода альбома, сразу стала популярной среди фанатов группы и потом вошла в сборник Greatest Hits.

## Видеоклип

Группа в видеоклипе

Видеоклип к песне снял режиссёр Кейт МакМиллан во дворце Alexandra Palace 22 декабря 1979 года. Это первый клип группы, в котором используется анимация (не считая нарисованного Меркьюри в клипе «Bicycle Race», который мог только шевелить губами).
Видеоклип состоит из двух частей, которые постоянно меняются: исполнение песни группой и анимированная часть. В первом формате группа появляется в начале клипа, во время всех припевов (кроме последнего) и гитарного соло, остальное время занимает анимация. Группа исполняет песню на площадке с тремя ступеньками посередине, на которых находится ударная установка. В клипе Мэй не играет на рояле, он исполняет только партию гитары.
Анимированная часть появляется во время первых двух куплетов и в последнем припеве. Главными героями этой части являются женщина и белый голубь. Всё действие происходит в гримёрной женщины и на высоком каменном мосту. Женщина хочет поймать голубя, но это ей никак не удаётся. В конце она его упускает и падает с моста и сама превращается в голубя. Переход от реальной части клипа на нарисованную осуществляется так — одна из женщин в зале переходит в анимированную, при переходе обратно голубь превращается в Меркьюри. Также голубь появляется во время гитарного соло и летает вокруг Мэя. В конце голубь, который до этого был женщиной, появляется в реальной части клипа и пролетает возле Меркьюри, который протягивает к птице руку.
Кадры из клипа использовались в видеоклипе к песне «Radio Ga Ga».